# NGC 3314A
NGC 3314A (również PGC 31531) – galaktyka spiralna (SBa/P), znajdująca się w konstelacji Hydry w odległości 117 milionów lat świetlnych od Ziemi. Została odkryta 24 marca 1835 roku przez Johna Herschela. Galaktyka ta należy do Gromady w Hydrze.
Galaktyka NGC 3314A została odkryta wraz z galaktyką spiralną NGC 3314B. Zupełnie przypadkowo obie galaktyki są położone w jednej linii z naszego punktu widzenia. NGC 3314A jest widziana niemalże dokładnie stroną jej spirali, której kształt wyznaczają młode jasne gromady gwiazd. Zaskakująco powszechne są w niej pyłowe pasy. Dzięki przypadkowemu położeniu NGC 3314B, galaktyka NGC 3314A jest jedną z nielicznych galaktyk, w których absorpcja światła gwiazd spoza galaktyki może być użyta do bezpośredniego zbadania dystrybucji pyłu.
Galaktyki NGC 3314A oraz NGC 3314B dzieli odległość 25 milionów lat świetlnych, dlatego nie dojdzie do zderzenia tych galaktyk.